# Elaeodendron orientale
Elaeodendron orientale är en benvedsväxtart som beskrevs av Jacq. Elaeodendron orientale ingår i släktet Elaeodendron och familjen Celastraceae. Inga underarter finns listade.